# Psaliodes onopria
Psaliodes onopria är en fjärilsart som beskrevs av Dyar 1927. Psaliodes onopria ingår i släktet Psaliodes och familjen mätare. Inga underarter finns listade i Catalogue of Life.